# Les espaces du sommeil
Les espaces du sommeil (De ruimten van de slaap) is een lied gecomponeerd door Witold Lutosławski. De componist zelf vond het meer een symfonisch gedicht voor zangstem en orkest. Het is een toonzetting van het gelijknamige gedicht van Robert Desnos, dat werd uitgebracht in 1926 in de bundel A la mystérieuse. Desnos, surrealist, was in die tijd bezig met experimenten met hypnose en het naar voren halen van het onderbewustzijn. Het gedicht wordt gekenmerkt door de steeds herhaalde zin Il y a toi (Daar ben je). Het gedicht leest als een droom waarin de hoofdpersoon steeds terugkomt. Aan het slot blijkt de hoofdpersoon niet alleen in de dromen van de schrijver voor te komen maar ook in de werkelijkheid. Als hij zijn ogen sluit ziet hij haar in droom en in de werkelijkheid ('aussi bien au rêve qu’a la réalité').
Lutosławski voltooide zijn toonzetting op 17 november 1975. Hij schreef muziek die in aaneengesloten secties uiteen valt. De eerste sectie bestaat uit een introductie en vier “verhaallijnen”. De componist maakte gebruik van murmur, een soort geroezemoes, waardoor het idee van de slaap/droom wordt ingeleid. De muziek is geschreven in het normaliter vlot klinkende tempo allegro maar door de toepassing van “murmur” klinkt het juist kalm. Vervolgens komt een trager deel (Adagio) en het werk wordt afgesloten door weer een allegro. De zanger zingt af en toe, maar moet af en toe ook een spreekstem gebruiken.
Het duurde relatief lang voordat het werk werd uitgevoerd. Op 12 april 1978 zong Dietrich Fischer-Dieskau het onder leiding van de componist in Berlijn met het Berliner Philharmoniker. Fisher-Dieskau ontmoette de componist in 1975 tijdens een concert onder leiding van Mstislav Rostropovitsj en vroeg de componist om een werk. De componist wendde zich later weer tot Desnos voor zijn Chantefleurs et chantefables.  
Les espaces du sommeil is geschreven voor:
- bariton
- 3 dwarsfluiten (II ook piccolo), 3 hobo’s, 3 klarinetten (III ook basklarinet), 3 fagotten
- 4 hoorns, 3 trompetten, 3 trombones,1 tuba
- pauken,  3 man/vrouw percussie,  piano, celesta
- violen, altviolen, celli, contrabassen

## Discografie
- Uitgave Naxos: Adam Kruszewski met het Pools Nationaal Radio-Symfonieorkest o.l.v. Antoni Wit
- Uitgave Chandos: Christopher Purves met het BBC Symphony Orchestra o.l.v. Edward Gardner
- Uitgave Deutsche Grammophon: John Shirley-Quirk met het Los Angeles Philharmonic o.l.v. Esa-Pekka Salonen